# Bester Mann
Bester Mann ist ein deutsch-österreichischer Spielfilm des Regisseurs Florian Forsch aus dem Jahr 2018.
Das Drama handelt von einem jugendlichen Außenseiter, gespielt von Adrian Grünewald, der sich mit einem zwielichtigen Einsiedler (Frederik Schmid) anfreundet und durch ihn in eine Welt aus Manipulation, sexuellem Missbrauch und organisierter Kriminalität gerät. Der Film hatte seine Uraufführung am 23. Januar 2018 in Saarbrücken, wo er auch mit dem Max-Ophüls-Preis 2018 für den besten mittellangen Film ausgezeichnet wurde. Im Dezember 2018 wurde er für den österreichischen Filmpreis 2019 in der Kategorie bester Kurzfilm nominiert.

## Handlung
Gemobbt zu werden ist für den schüchternen Teenager Kevin Alltag. Täglich radelt er auf dem Nachhauseweg durch den Wald einen Staudamm entlang, und täglich lauern ihm dort Bullys auf, die ihn schon seit Ewigkeiten mobben. Eines Tages kommt ihm zufällig der ältere Benny zu Hilfe, der in der näheren Umgebung ein Häuschen besitzt. Eine eigene Welt aus Technik und Patriotismus mitten im Wald. Sichtlich angetan vom selbstsicheren Auftreten seines vermeintlichen Retters fühlt sich Kevin seltsam zu ihm hingezogen. Neugierig kundschaftet er dessen Leben aus. Als Benny ihn dabei erwischt, zeigt er Interesse an Kevin und sie freunden sich an. Benny wird zum Vorbild und Mentor für Kevin. Doch er will ihn nicht nur beschützen, im Gegenteil: Der naive Junge kommt ihm für seine Zwecke gerade recht. Kevin blüht unter Bennys Aufmerksamkeit und Anleitung schnell auf. Er verliert seine Schüchternheit. Als der selbsternannte Talentscout dem Heranwachsenden dann ein Fotoshooting anbietet, muss dieser zum ersten Mal die eigenen Grenzen überschreiten. Für seinen neu gewonnenen Freund geht er immer weiter. Benny zu hinterfragen kommt Kevin nicht in den Sinn. Die Sehnsucht, nicht allein zu sein, überwiegt. Es gelingt Benny, Profit aus Kevin zu schlagen. Er fordert stetig größere Gegenleistungen im Austausch für die Anerkennung und Selbstsicherheit, die er dem Jungen gibt. Als Kevin Benny schließlich verlässt, sind die eigenen Grenzen längst zu weit überschritten.

## Produktion
Der Film wurde von der Funfairfilms GmbH aus Dornbirn in Koproduktion mit der Kunsthochschule für Medien Köln hergestellt. Hintergrund für das Drehbuch waren 66 reale Straftaten, die sich auf ähnliche Weise in Thüringen ereignet hatten. Im Anschluss an eine mehrmonatige Recherche schuf der Drehbuchautor einen fiktiven Fall, bei dem er sich insbesondere den Täterstrategien und ihren Folgen widmete. Das Projekt wurde unter anderem von Zartbitter Köln e.V. sowie Filmförderungen der Länder Kärnten und Vorarlberg unterstützt. Zum Finanzierungskonzept gehörte auch ein Crowdfunding. Der Filmdreh fand im Sommer 2017 statt. Bester Mann zählt zur Gattung der mittellangen Filme und wird von Edition Salzgeber vertrieben.

## Veröffentlichung
Im Anschluss an die Premiere ging der Film auf Festival-Tour. Er war im Jahr 2018 unter anderem auf der 18. Diagonale in Graz, dem 21. Pink Apple Filmfestival in Zürich, den 40. Biberacher Filmfestspielen, dem 29. Filmfestival Cottbus und dem queerfilmfestival in Berlin und München zu sehen.

## Kritiken
Florian Eichinger, Odine Johne und David Keitsch begründen ihre Jury-Entscheidung wie folgt: „Ein Junge auf der Suche nach Zugehörigkeit. Wenn er glaubt, einen Freund zu finden, ist uns schnell klar, dass dieser sein Bedürfnis nach Nähe ausnutzen wird, und wir schauen dabei zu, wie sich der Junge auf einen traumatischen Einschnitt in seinem Leben zubewegt. Diesen Weg erzählt der Film mit zwei unglaublich starken Darstellern, ambivalent, und mit einem Ende, das so mutig und kraftvoll ist, dass es den Zuschauer zur Auseinandersetzung zwingt.“
Thomas Linden berichtet für die Kölnische Rundschau: „Die Fähigkeit, konzentriert zu schauen, sich auch auf Zwischentöne einzulassen, bleibt durchweg präsent in den Filmarbeiten der Schule. So auch in Florian Forschs Spielfilm ‚Bester Mann‘, in dem sich ein Schüler vom männlichen Auftreten eines rechtsnationalen Betrügers verführen lässt. Ein atmosphärisch starker Film über die subtilen Strategien sexueller Nötigung, der die Verletzungen verständlich macht, die sich dort ergeben können, wo Grenzen der Heranwachsenden missachtet werden.“
Tobias Kessler schreibt in der Saarbrücker Zeitung: „Florian Forsch (Regie und Buch) erzählt in aller Ruhe und mit brutaler Konsequenz von Manipulation und sexuellem Missbrauch. Adrian Grünewald und Frederik Schmidt spielen Opfer und Jäger brillant. Es gruselt einem, wenn Benny Sätze sagt wie ‚Ich dachte, Du bist jemand, auf den man sich verlassen kann‘ und, das Perfideste, ‚Du musst nichts tun, was Du nicht wirklich willst‘.“
Johannes Jarchow kritisierte beim Jahresrückblick zum Queer Cinema 2020 in der QUEERmdb, dass Bester Mann bei einem queeren Verleih veröffentlicht wurde und das sogar zusammen mit einem schwulen Kurzfilm, was den pädosexuellen Missbrauch in die Nähe von Homosexualität rücke.

## Auszeichnungen

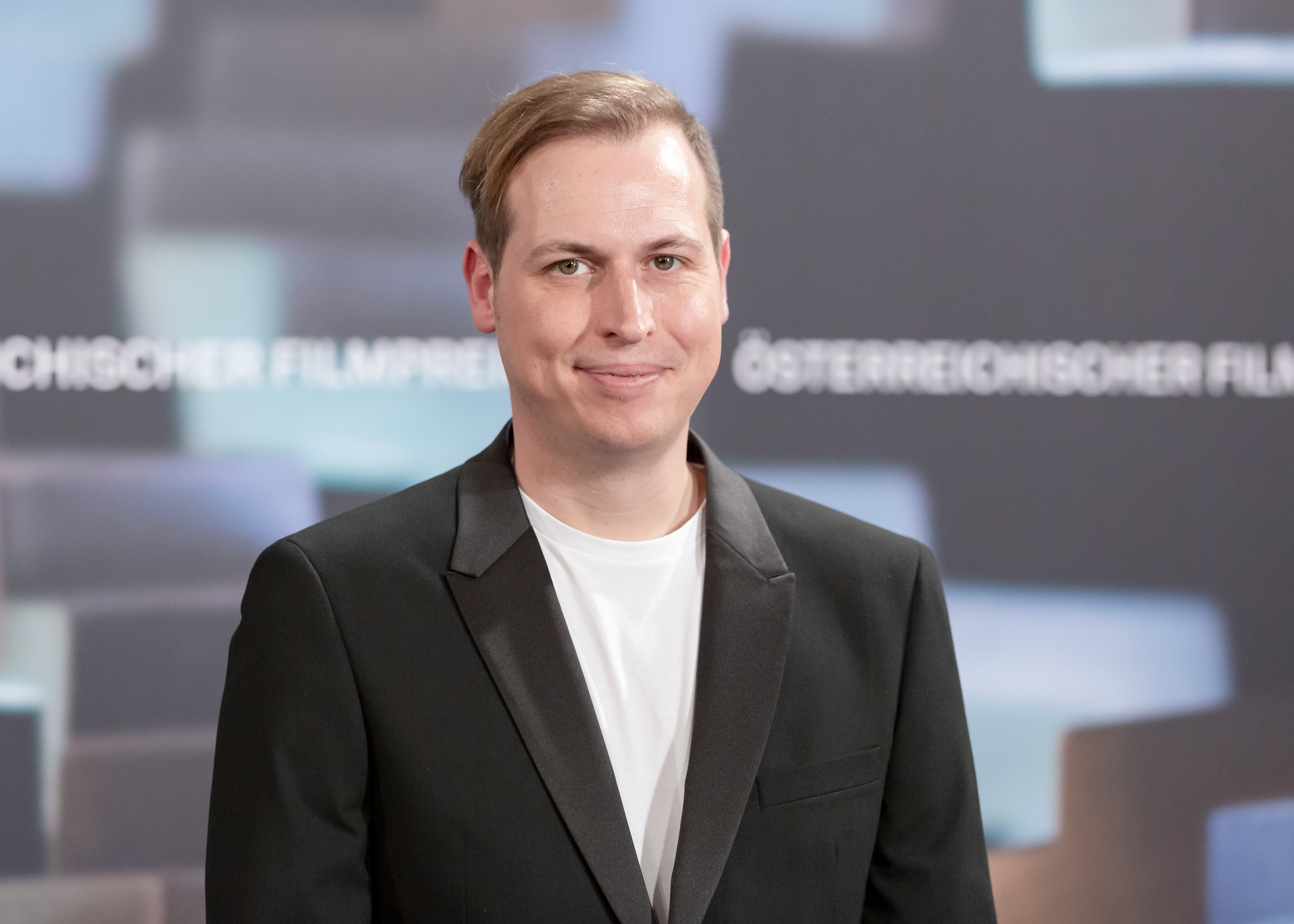
Florian Forsch (Österreichischer Filmpreis 2019)

- Max-Ophüls-Preis 2018 für Florian Forsch in der Kategorie „Bester mittellanger Film“
- Nominierung für den Österreichischen Filmpreis 2019 für Florian Forsch in der Kategorie „Bester Kurzfilm“[4]